# پادشاهی بوهم
پادشاهی بوهم (چک:České království؛آلمانی:Königreich Böhmen؛لاتین:Regnum Bohemiae) ایالتی بود که در ناحیه بوهم واقع در اروپای مرکزی و جمهوری چک کنونی قرار داشت. فرمانروای این پادشاهی تا سال ۱۸۰۶ میلادی یکی از امیران امپراتوری مقدس روم بود اما از آن پس جزئی از امپراتوری اتریش و از ۱۸۶۷ میلادی یکی از ایالات امپراتوری اتریش-مجارستان بود. به دنبال شکست دولت‌های مرکز در جنگ جهانی اول، پادشاهی بوهم و امپراتوری اتریش-مجارستان از میان رفتند و بوهم جزئی از جمهوری چکسلواکی شد.